# Eleições gerais no Reino Unido em 1997
As eleições gerais no Reino Unido em 1997 foram realizadas a 1 de maio para eleger os 659 assentos para a Câmara dos Comuns do Reino Unido.
O Partido Trabalhista, sob a liderança de Tony Blair, adoptou uma plataforma política claramente centrista, inspirada pela Terceira Via, sob o nome de "New Labour". Os trabalhistas procuram afastar-se, de vez, com políticas de esquerda, sendo o maior exemplo disto a decisão de deixar de apoiar a nacionalização de sectores estratégicos da economia britânica. Com um líder jovem e carismático, e graças à uma campanha bastante profissional bem como uma forte coesão do partido, os trabalhistas obtiveram uma vitória esmagadora, obtendo 415 deputados, conquistando mais 147 deputados em relação a 1992 e, assim, obtendo, uma ampla maioria absoluta. Assim, 18 anos, os trabalhistas voltaram a liderar o governo britânico, com Tony Blair como primeiro-ministro.
O Partido Conservador chegou a estas eleições com fortes divisões internas, além de diversos escândalos a ensombrarem importantes políticos conservadores. Apesar do crescimento económico, os conservadores sofreram uma derrota devastadora, perdendo mais de 170 deputados em relação a 1992, ficando-se pelos 165 deputados, o pior resultado do partido em mais de cem anos.
Os Liberal Democratas, apesar de terem perdido votos em comparação com as eleições de 1992, conseguiram eleger 46 deputados, um ganho de 26 deputados em relação às eleições de 1992. Este número de deputados era o melhor resultado dos liberais desde 1929.

## Resultados Oficiais
| Partido                 | Partido                                | Votos      | %    | +/-     | Deputados | +/-     |
| ----------------------- | -------------------------------------- | ---------- | ---- | ------- | --------- | ------- |
|                         | Partido Trabalhista                    | 13 518 167 | 43,2 | 8,8     | 418 / 659 | 145     |
|                         | Partido Conservador                    | 9 600 943  | 30,7 | 11,2    | 165 / 659 | 171     |
|                         | Liberal Democratas                     | 5 242 947  | 16,8 | 1,0     | 46 / 659  | 26      |
|                         | Partido do Referendo                   | 811 849    | 2,6  | Novo    | 0 / 659   | Novo    |
|                         | Partido Nacional Escocês               | 621 550    | 2,0  | 0,1     | 6 / 659   | 3       |
|                         | Partido Unionista do Ulster            | 258 349    | 0,8  | Estável | 10 / 659  | 1       |
|                         | Partido Social Democrata e Trabalhista | 190 814    | 0,6  | 0,1     | 3 / 659   | 1       |
|                         | Plaid Cymru                            | 161 030    | 0,5  | Estável | 4 / 659   | Estável |
|                         | Sinn Féin                              | 126 921    | 0,4  | 0,2     | 2 / 659   | 2       |
|                         | Partido Unionista Democrático          | 107 348    | 0,3  | Estável | 2 / 659   | 1       |
|                         | Independente                           | 64 482     | 0,1  | Estável | 1 / 659   | 1       |
|                         | Speaker                                | 23 969     | 0,1  | -       | 1 / 659   | -       |
|                         | Partido Unionista do Reino Unido       | 12 817     | 0,0  | Novo    | 1 / 659   | Novo    |
|                         | Outros                                 | 545 098    | 1,9  |         | 0 / 659   |         |
| Total                   | Total                                  | 31 286 284 | 100  |         | 659 / 659 | 8       |
| Eleitorado/Participação | Eleitorado/Participação                | 43 879 781 | 71,3 | 6,4     |           |         |